# Neeltje Maria Min

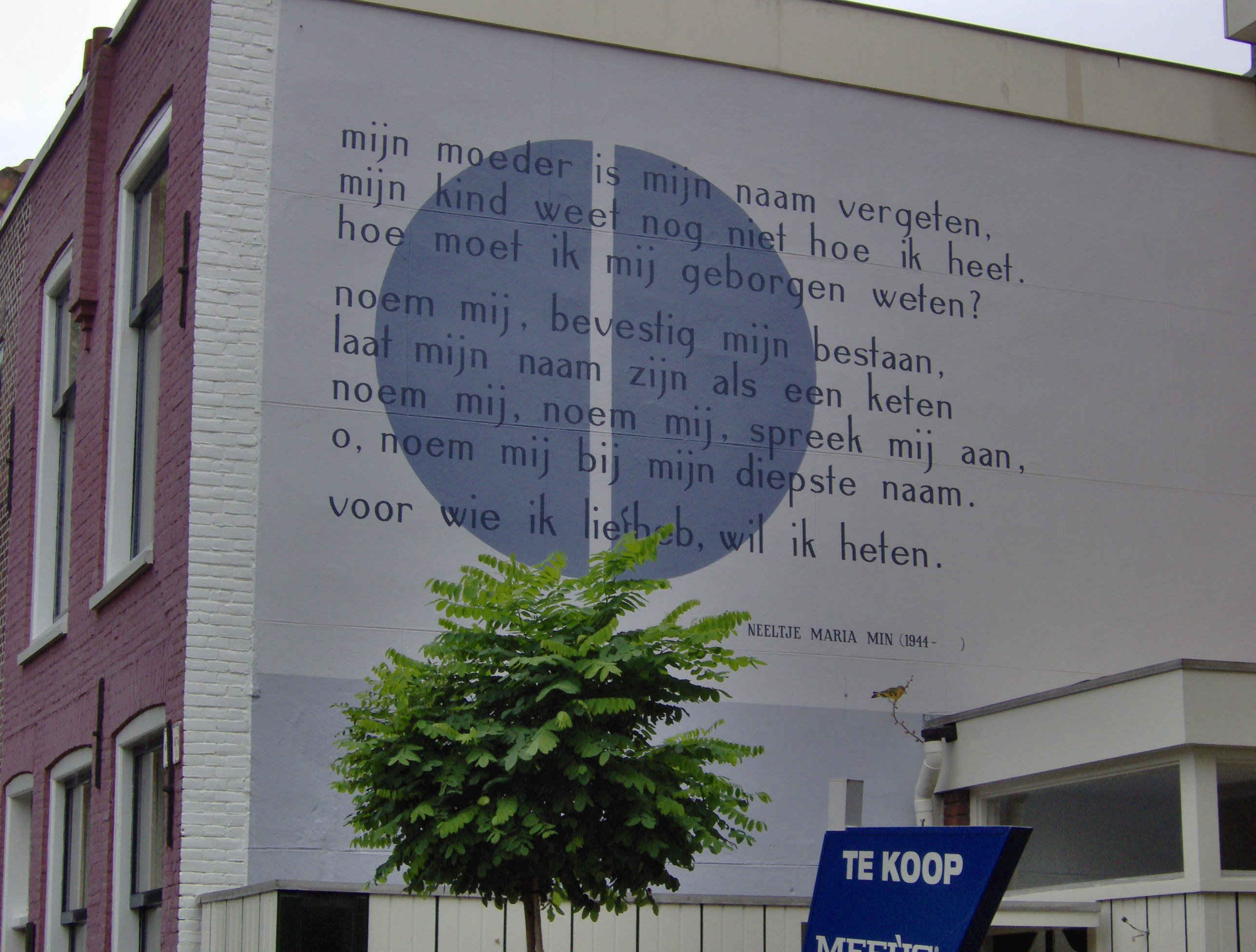
Het gedicht Mijn moeder is mijn naam vergeten op een muur in Leiden

Neeltje Maria Min (Bergen (NH), 21 juli 1944) is een Nederlands dichteres. Haar eerste gedichten werden gepubliceerd onder het pseudoniem Sophie Perk, verwijzend naar Jacques Perk.

## Loopbaan
In 1964 verschenen drie gedichten van haar in het Nederlands cultureel en literair tijdschrift De Gids, twee jaar later gevolgd door enkele gedichten in het literair tijdschrift Maatstaf. Haar eerste bundel was Voor wie ik liefheb wil ik heten, die in 1966 in een oplage van 7000 exemplaren verscheen. De hierin opgenomen gedichten gaan over liefde en dood en over de verhouding tussen ouder en kind. Met deze thematiek bereikte zij een groot publiek. De bundel is vele malen herdrukt, hetgeen voor poëzie tamelijk uitzonderlijk is. In 2019 verscheen de 28e druk.
In 1998 was zij te gast op het Italiaanse kasteel Civitella Ranieri, waar getalenteerde beeldend kunstenaars, schrijvers en musici op uitnodiging enige tijd kunnen wonen en werken. Verder trad zij onder meer op tijdens het poëziefestival Onbederf'lijk Vers (2006) en de Nacht van de Poëzie (2007).
Zij is een nicht (oomzegger) van de Bergense kunstschilder Jaap Min (1914-1987). Haar vader Ide Min (1900-1991), elektromonteur van beroep, schreef gedichten in het Bergens dialect.

## Bundels
- Voor wie ik liefheb wil ik heten (1966)
- Een vrouw bezoeken (1985)
- De ballade van Kastor Elim Wolzak (1985)
- Losse vracht (1986)
- Kindsbeen (1995)
- Waar was het? (...) (1999)
- Hier gebeurt niets. Een keuze uit ten dele nog nooit gepubliceerde gedichten (2010)